# The Oregon Trail (1939)
The Oregon Trail é um seriado estadunidense de 1939, gênero Western, dirigido por Ford Beebe e Saul A. Goodkind, em 15 capítulos, estrelado por Johnny Mack Brown, Louise Stanley e Fuzzy Knight. Foi produzido e distribuído pela Universal Pictures, e veiculou nos cinemas estadunidenses a partir de 1 de maio de 1939.

## Sinopse
Jeff Scott é enviado para investigar problemas com trens ao fazer uma viagem para o Oregon. Sam Morgan envia seus capangas, sob a liderança de Bull Bragg, para deter os trens, com a finalidade de manter o controle do comércio de peles na região.

## Elenco
- Johnny Mack Brown … Jeff Scott, no último dos quatro seriados feitos por Brown para a Universal Pictures.
- Louise Stanley … Margaret Mason
- Fuzzy Knight … Deadwood Hawkins
- Bill Cody, Jr. … Jimmie Clark
- Edward LeSaint … John Mason
- James Blaine … Sam Morgan, vilão
- Charles Stevens … "Breed"
- Jack C. Smith … Bull Bragg
- Roy Barcroft … Coronel Custer
- Charles Murphy … Tompkins
- Colin Kenny … Slade
- Forrest Taylor … Daggett
- Jim Toney … Idaho Ike
- Helen Gibson ... pioneira no trem (não-creditada)
- Tom London ... capanga (não-creditado)
- Lane Chandler	...	No escritório de Sherman [Cp.1] (não creditado)
- Kenneth Harlan	...	General Terry [Cp. 1] (não creditado)

## Capítulos
1. The Renegade's Revenge
2. The Flaming Forest
3. The Brink of Disaster
4. Thundering Doom
5. The Stampede
6. Indian Vengeance
7. Trail of Treachery
8. Redskin Revenge
9. The Avalanche of Doom
10. The Plunge of Peril
11. Trapped in the Flames
12. The Baited Trap
13. Crashing Timbers
14. Death in the Night
15. Trail's End

Fonte:

## Seriado no Brasil
The Oregon Trail, sob o título Perigos do Sertão, foi aprovado pela censura brasileira, de acordo com o Diário Oficial da União, em 19 de janeiro de 1940, sendo portanto provável que o seriado tenha estreado no país em 1940.